# Eunice Gayson
Eunice Gayson (Londra, 17 marzo 1928 – Londra, 8 giugno 2018) è stata un'attrice britannica.

## Biografia
L'attrice britannica deve la sua fama all'essere stata la prima Bond girl della serie cinematografica di James Bond, avendo recitato in Agente 007 - Licenza di uccidere, primo film della famosa serie. È il 1962 quando ammicca nei confronti di un magnetico Sean Connery al tavolo di un casinò. Inizialmente ingaggiata per il ruolo di Miss Moneypenny, è poi preferita per quello dell'affascinante Sylvia Trench, personaggio che interpreterà anche nel film successivo della serie, A 007, dalla Russia con amore (1963), sempre sotto la regia di Terence Young, che l'aveva già diretta in Zarak Khan (1956).
Prima di quella fulminante apparizione, studiò recitazione teatrale e vinse alcuni concorsi per la televisione, per poi farsi notare sulle copertine di alcune riviste e per piccoli ruoli. Nel 1952 recitò con Peter Sellers nel film televisivo Goonreel. Come per molte altre colleghe, dopo l'esperienza bondiana non seguì una carriera cinematografica degna di nota, se si escludono le apparizioni in quasi tutti i telefilm britannici di maggior successo degli anni sessanta. Nel 1991 lavorò nella prima produzione londinese del musical di Stephen Sondheim Into the Woods, a fianco a Imelda Staunton.

## Filmografia

### Cinema
- La famiglia Dakers (My Brother Jonathan), regia di Harold French (1948)
- It Happened in Soho, regia di Fred Chisnell (1948)
- The Huggetts Abroad, regia di Ken Annakin (1949)
- Melody in The Dark, regia di Robert Jordan Hill (1949)
- Ragazze inquiete (Dance Hall), regia di Charles Crichton (1950)
- To Have and to Hold, regia di Godfrey Grayson (1951)
- Down Among the Z Men, regia di Maclean Rogers (1952)
- Miss Robin Hood, regia di John Guillermin (1952)
- Street Corner, regia di Muriel Box (1953)
- Il grido del sangue (Dance Little Lady), regia di Val Guest (1954)
- One Just Man, regia di David MacDonald (1954)
- Out of the Clouds, regia di Basil Dearden (1955)
- Count of Twelve - episodio "Blind Man's Bluff", regia di Paul Dickson (1955)
- L'ultimo uomo da impiccare (The Last Man to Hang), regia di Terence Fisher (1956)
- Zarak Khan (Zarak), regia di Terence Young (1956)
- Carry on Admiral, regia di Val Guest (1957)
- Light Fingers, regia di Terry Bishop (1957)
- La vendetta di Frankenstein (The Revenge of Frankenstein), regia di Terence Fisher (1958)
- Agente 007 - Licenza di uccidere (Dr. No), regia di Terence Young (1962)
- A 007, dalla Russia con amore (From Russia with Love), regia di Terence Young (1963)

### Televisione
- Between Ourselves – film TV (1948)
- Halesapoppin! – film TV (1948)
- Lady Luck – film TV (1948)
- Pink String and Sealing Wax – film TV (1949)
- The Director – film TV (1949)
- Dick Whittington – film TV (1949)
- Here Come the Boys – miniserie TV, 1 episodio (1950)
- Treasures in Heaven – film TV (1950)
- Mother of Men – film TV (1950)
- La belle Hélène – film TV (1951)
- Nine Till Six – film TV (1952)
- Goonreel – film TV (1952)
- Douglas Fairbanks Jr. Presents – serie TV, 5 episodi (1954-1955)
- The Vise – serie TV, 3 episodi (1954-1955)
- BBC Sunday-Night Theatre – serie TV, 3 episodi (1952-1957)
- White Hunter – serie TV, 1 episodio (1958)
- Le avventure di Charlie Chan (The New Adventures of Charlie Chan) – serie TV, 1 episodio (1958)
- Educated Evans – serie TV, 1 episodio (1958)
- Duty Bound – serie TV, 1 episodio (1958)
- Adventures of the Sea Hawk – serie TV, 1 episodio (1958)
- Theatre Night – serie TV, 1 episodio (1959)
- Stryker of the Yard – serie TV, 1 episodio (1961)
- Gioco pericoloso (Danger Man) – serie TV, 1 episodio (1964)
- Il Santo (The Saint) – serie TV, 2 episodi (1963-1965)
- Agente speciale (The Avengers) – serie TV, 1 episodio (1966)
- Before the Fringe – serie TV, 2 episodi (1967)
- The Dick Emery Show – serie TV, 1 episodio (1967)
- The Further Adventures of Lucky Jim – serie TV, 1 episodio (1967)
- The Reluctant Romeo – serie TV, 1 episodio (1967)
- The World of Beachcomber – serie TV, 1 episodio (1968)
- Albert and Victoria – serie TV, 2 episodi (1970)
- Turkey Time – film TV (1970)
- L'avventuriero (The Adventurer) – serie TV, 1 episodio (1972)